# Sumara

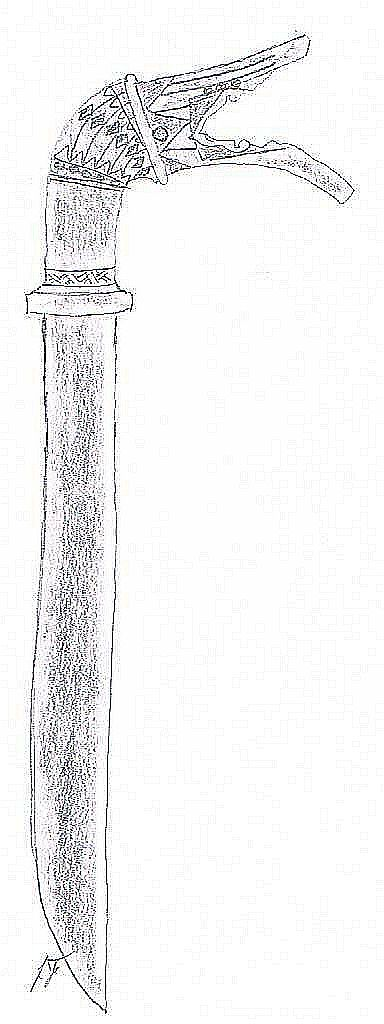
Rycina przedstawiająca sumarę

Sumara (także: Simala, Soemara) – broń biała pochodząca z Celebesu w Indonezji.

## Źródła
- Albert G. van Zonneveld: Traditional weapons of the Indonesian archipelago; C. Zwartenkot Art Books; Wydanie z 2001, ISBN 90-5450-004-2, str. 131.